# Шнейдмюллер, Владимир Иванович
Шнейдмюллер, Владимир Иванович (12 октября 1911, Кириллов, Новгородская губерния — 25 апреля 1962, Магнитогорск, Челябинская область) — советский математик, преподаватель. Кандидат физико-математических наук (1941), профессор (1962).

## Биография
Родился 12 (25) октября 1911 года в городе Кириллове Новгородской губернии.
В 1919 году отец Владимира — Шнейдмюллер Иван Иванович был вынужден покинуть г. Кириллов. Его семья переехала в Саратов, а затем в Петровск Саратовской области.
В 1927 году Владимир Иванович окончил в Петровске школу второй ступени. В 1928 году поступил на физико-математическое отделение педагогического факультета Саратовского государственного университета им. Н. Г. Чернышевского. В августе 1931 года педагогический факультет был реорганизован в индустриально-педагогический институт. В ноябре 1931 года Владимир Иванович завершил обучение в этом институте. С сентября 1931 года Владимир Иванович начал работать научным сотрудником, а затем старшим научным сотрудником метеорологического отдела Всесоюзного института орошаемого зернового хозяйства (г. Саратов).
В 1932—1933 учебном году Владимир Иванович совмещал работу в институте с работой ассистента на физико-математическом факультете Саратовского государственного университета им. Н. Г. Чернышевского.
В одной из газет ему попалось на глаза объявление о конкурсе на кафедру математики Смоленского педагогического института. Просто ради интереса послал в Смоленск свои документы и был необычайно удивлен, когда получил приглашение приехать на должность ассистента.
В те годы Смоленск часто посещал акад. П. С. Александров из Московского университета. Он читал курсы лекций и курировал научную работу смоленских математиков. В ноябре 1933 года Владимир Иванович был рекомендован членом-корреспондентом Всесоюзной Академии Наук П. С. Александровым директору Смоленского педагогического института на должность доцента. В 1933—1934 учебном году В. И. Шнейдмюллер приступил к исполнению обязанностей доцента в Смоленском педагогическом институте. Первый семестр 1934—1935 года провел в научной командировке в научно-исследовательском институте механики и математики при первом Московском университете, где написал работу «О кольцах с конечными цепями подколец». 21 февраля 1935 года утвержден в ученом звании доцента математики. 4 июня 1941 года Владимир Иванович под руководством П. С. Александрова защитил диссертацию на учёную степень кандидата физико-математических наук в математическом институте Московского государственного университета.
В начале Великой Отечественной войны был призван в Красную армию и направлен на краткосрочные курсы командного состава в Можайск. 9 сентября 1941 года на основании директивы наркома обороны от 8 сентября 1941 года № 35105: «Изъять из частей, академий, военно-учебных заведений и учреждений Красной Армии как на фронте, так и в тылу военнослужащих рядового и нач. состава немецкой национальности и послать их во внутренние округа в строительные части…», был направлен в полевой подвижный госпиталь в район Вязьмы. 16 сентября 1941 года направлен в распоряжение 202 запасного полка, откуда 28 сентября 1941 года был направлен в город Магнитогорск.
В Магнитогорске Владимир Иванович работал доцентом кафедры математики Магнитогорского педагогического института. 22 марта 1942 года был мобилизован и направлен на строительство Челябинского металлургического завода, где работал инженером технического отдела управления строительства «Челябметаллургстрой». На строительстве завода Владимир Иванович проработал до 9 апреля 1943 года.
С 15 апреля 1946 года Владимир Иванович работал доцентом горно-металлургического института. 29 июня 1948 года он был назначен исполняющим обязанности заведующего кафедрой высшей математики, а 1 сентября 1954 года возглавил кафедру высшей математики Магнитогорского горно-металлургического института. 7 апреля 1962 года Владимир Иванович утвержден в ученом звании профессора по кафедре высшей математики Магнитогорского горно-металлургического института.
Владимир Иванович скончался 25 апреля 1962 года. Похоронен на Правобережном кладбище города Магнитогорска Челябинской области.

## Семья
Отец — Иван Иванович Шнейдмюллер. Уроженец села Ягодная поляна Саратовской области. Гласный Кирилловской Думы, агроном Новгородского губернского земства по Кирилловскому уезду.
Мать — Шнейдмюллер (Симонова) Мария Александровна.
Брат — Шнейдмюллер Александр Иванович.
Брат — Шнейдмюллер Виктор Иванович.
Сестра — Шнейдмюллер Елена Ивановна.
Сестра — Шнейдмюллер Лилия Ивановна.
Жена — Казей Нина Андреевна.
Дочь — Муравьева (Казей) Валентина Владимировна.
Сын — Казей Владимир Владимирович.

## Научные работы
- Критические периоды и сопряженность урожая озимой и яровой пшеницы с метеорологическими факторами в условиях сухого и орошаемого земледелия (по данным Костычевской опытной станции). Саратов: Б. и., 1934
- О кольцах с конечными цепями подколец, Математический сборник, 42:5 (1935) 597—600.
- О кольцах с конечными убывающими цепями подколец. Доклады Академии наук, 28 (1940), 579—581.
- Некоторые вопросы теории полупримарных колец. Магнитогорск, Сборник научных трудов Горно-металлургического института, 5 (1948), 192—200.
- Бесконечные кольца с конечными убывающими цепями подколец, Математический сборник, 27(69) (1950), 219—228.
- К структуре двумерных диофантовых приближений. Доклады Академии наук, 80 (1951), 713—716.
- Алгебры бесконечного ранга с условием минимальности для подалгебр. Доклады Академии наук, 86(1952), 665—668.
- Алгебры бесконечного ранга с условием минимальности для подалгебр. Магнитогорск, Сборник научных трудов Горно-металлургического института, 7 (1954), 360—372.
- Об одном вопросе из теории диофантовых приближений. Магнитогорск, Сборник научных трудов Горно-металлургического института, 10 (1955), 5-6.
- Об алгебрах, являющихся бесконечной прямой суммой евклидовых колец. Сборник научных трудов Горно-металлургического института, 13 (1957), 5-11
- О кольцах, удовлетворяющих условию минимальности для подколец, Успехи математических наук, 16:1(97) (1961);
- О слойно конечных кольцах, Успехи математических наук, 17:4(106) (1962).